# Озјорск (Чељабинска област)
Озјорск (рус. Озёрск) је затворени град у Русији у Чељабинској области. Град се налази на обали Иртјашког језера. Према попису становништва из 2010. у граду је живело 82.268 становника.
У време када је СССР развијао свој атомски програм, 1945. године је утемељена База бр. 10 за неколико хиљада научника и инжењера. Ово је био затворени град, окружен електричном оградом и стражама, познат под кодним називом Чељабинск-40 (поштански број) и после под именом Чељабинск-65. Тек 2001. град је напустио кодни назив и зове се службено Азјорск.
Унутар забрањеног подручја налази се бивша тајна фабрика плутонијума Мајак, у којој је 19. јуна 1948. први атомски реактор пуштен у погон и у којем је се 29. септембра 1957. догодила Киштимска катастрофа, једна од најтежих нуклеарних несрећа, чије последице су остале ограничене регионално, али су биле држане у тајности 30 година.

## Становништво
Према прелиминарним подацима са пописа, у граду је 2010. живело 82.268 становника, 9.492 (10,34%) мање него 2002.
| 2002.  | 2010.  |
| ------ | ------ |
| 91.760 | 82.164 |